# Top of the Pops
Top of the Pops, também conhecido como TOTP, foi um programa musical da parada de sucessos britânica, produzido pela BBC e originalmente transmitido entre 1 de janeiro de 1964 e 30 de julho de 2006. Ele era transmitido tradicionalmente nas noites de quinta feira na BBC One até 1996, quando passou para sexta-feira e depois para os domingos, em outro canal, o BBC Two, a partir de 2005.
Cada programa consiste na apresentação das músicas pop na parada britânica naquela semana. Além disso, todo ano existia uma edição especial no dia de Natal, apresentando algumas das músicas mais vendidas no ano. Apesar do programa semanal ter sido cancelado, a edição de Natal continua a ser transmitida.
Ele teve um versão chamada Top of The Pops 2, no canal 2 da BBC, que estreou em 1994 e transmitia material de arquivo do original. Nos anos 90, o formato do programa foi vendido para várias emissoras de televisão estrangeiras e num certo período ele chegou a existir em mais de cem versões diferentes ao redor do mundo.
Após o cancelamento do show semanal em 2006, em abril de 2011 ele voltou ao ar quando a BBC passou a retransmiti-lo nas noites de quinta-feira na BBC Four, começando com o programa original equivalente, no espaço entre 19:30-20hs. O primeiro a ser retransmitido, o programa de 1 de abril de 1976, foi escolhido por ser a partir desta data que existe o maior numero de programas em arquivo.

## História
O programa foi criado por Johnnie Stewart, produtor da BBC, baseado no popular Teen and Twenty Disc Club transmitido pela Rádio Luxemburgo. Stewart estabeleceu as regras simples que nortearam o programa em toda sua existência: ele terminaria com a música nº1 das paradas naquela semana, que seria única a ser repetida da semana anterior. A edição incluiria a música com a entrada mais alta nas paradas, assim como a que desse o maior salto em direção ao topo naquela semana. Nenhuma canção que estivesse caindo nas paradas seria incluída.
Seus primeiros apresentadores foram os DJs Jimmy Savile e Alan Freeman e a primeira canção tocada foi I Wanna Be Your Man dos Rolling Stones e a última, I Want to Hold Your Hand, dos Beatles, a música mais vendida aquela semana no Reino Unido.  Inicialmente idealizado para ir ao ar por apenas algumas semanas, ele durou 42 anos consecutivos e, em seus dias de glória, nos anos 70, era assistido por mais de quinze milhões de espectadores a cada semana.
Centenas de artistas apareceram no programa em quatro décadas, mas por causa da política da BBC de eliminar de seus arquivos os programas mais antigos, a grande maioria das edições semanais dos primeiros programa se perdeu, incluindo a única apresentação ao vivo dos Beatles nele, dois meses antes da banda desistir de vez de fazer apresentações ao vivo. 